# San Paolo d'Argon
San Paolo d'Argon är en ort och kommun i provinsen Bergamo i regionen Lombardiet i Italien. Kommunen hade 5 824 invånare (2018).